# Idrettsklubben Start 2017
Questa voce raccoglie le informazioni riguardanti l'Idrettsklubben Start nelle competizioni ufficiali della stagione 2017.

## Stagione
A seguito del 16º posto nell'Eliteserien 2016 ed alla conseguente retrocessione, nella stagione 2017 lo Start avrebbe affrontato la 1. divisjon, oltre al Norgesmesterskapet. Il 20 dicembre è stato compilato il calendario del nuovo campionato, che alla 1ª giornata avrebbe visto la squadra ospitare il Fredrikstad, nel weekend dell'1-2 aprile 2016.
Il 7 marzo 2017, l'allenatore Steinar Pedersen ha nominato il nuovo acquisto Simon Larsen come capitano della squadra.
Il 7 aprile è stato sorteggiato il primo turno del Norgesmesterskapet 2017: lo Start avrebbe fatto visita al Randesund. Superato questo ostacolo, lo Start è stato eliminato dal Flekkerøy nel secondo turno della manifestazione.
Il 29 settembre, è stato reso noto l'esonero di Pedersen. Mick Priest e Jóhannes Harðarson sono stati così chiamati a guidare la squadra in vista dell'imminente partita di campionato contro lo Strømmen, in programma il 1º ottobre.
Il 29 ottobre, dopo aver perso per 0-1 contro l'Elverum ed a seguito della contemporanea sconfitta del Sandnes Ulf, primo inseguitore, lo Start si è garantito il 2º posto finale in campionato e la conseguente promozione in Eliteserien.

## Maglie e sponsor
Lo sponsor tecnico per la stagione 2017 è stato Umbro, mentre lo sponsor ufficiale è stato Sparebanken Sør. La divisa casalinga era composta da una maglietta gialla con una inserti neri, pantaloncini neri e calzettoni gialli. Quella da trasferta era invece costituita da una maglia blu con inserti bianchi, pantaloncini bianchi e calzettoni blu.
| Casa | Trasferta |

## Rosa
| N. |                        | Ruolo | Calciatore              |
| -- | ---------------------- | ----- | ----------------------- |
| 1  | Norvegia (bandiera)    | P     | Håkon Opdal             |
| 2  | Norvegia (bandiera)    | D     | Jens Kristian Skogmo    |
| 3  | Finlandia (bandiera)   | D     | Tapio Heikkilä          |
| 4  | Stati Uniti (bandiera) | C     | Conor O'Brien           |
| 5  | Norvegia (bandiera)    | C     | Adnan Hadzic            |
| 5  | Inghilterra (bandiera) | C     | Nigel Reo-Coker         |
| 6  | Norvegia (bandiera)    | D     | Simon Larsen (capitano) |
| 7  | Paesi Bassi (bandiera) | C     | Niels Vorthoren         |
| 8  | Norvegia (bandiera)    | A     | Lars-Jørgen Salvesen    |
| 9  | Norvegia (bandiera)    | A     | Daniel Aase             |
| 11 | Norvegia (bandiera)    | A     | Steffen Lie Skålevik    |
| 14 | Norvegia (bandiera)    | C     | Espen Børufsen          |
| 15 | Norvegia (bandiera)    | D     | Henrik Robstad          |
| 16 | Norvegia (bandiera)    | C     | Andreas Hollingen       |
| 17 | Islanda (bandiera)     | C     | Guðmundur Kristjánsson  |
| 19 | Nigeria (bandiera)     | C     | Ibrahim Abubakar        |
| 20 | Norvegia (bandiera)    | C     | Tobias Christensen      |

| N. |                     | Ruolo | Calciatore                 |
| -- | ------------------- | ----- | -------------------------- |
| 21 | Norvegia (bandiera) | C     | Mikal Ugland               |
| 22 | Islanda (bandiera)  | A     | Kristján Flóki Finnbogason |
| 23 | Norvegia (bandiera) | C     | Erlend Segberg             |
| 24 | Norvegia (bandiera) | C     | Henrik Byklum              |
| 25 | Norvegia (bandiera) | P     | Benjamin Boujar            |
| 26 | Norvegia (bandiera) | P     | Mats Olsen                 |
| 27 | Norvegia (bandiera) | C     | Eirik Wichne               |
| 28 | Norvegia (bandiera) | D     | Rolf Daniel Vikstøl        |
| 29 | Norvegia (bandiera) | D     | Philip Aukland             |
| 30 | Norvegia (bandiera) | C     | Lasse Sigurdsen            |
| 31 | Giamaica (bandiera) | D     | Damion Lowe                |
| 32 | Norvegia (bandiera) | C     | Thomas Zernichow           |
| 33 | Ghana (bandiera)    | A     | Dennis Antwi               |
| 40 | Norvegia (bandiera) | C     | Sindre Osestad             |
| 44 | Norvegia (bandiera) | C     | Sander Emanuelsen          |
| 55 | Norvegia (bandiera) | C     | Håkon Suggelia             |
| 91 | Francia (bandiera)  | A     | Dany N'Guessan             |

## Calciomercato

### Sessione invernale(dal 01/01 al 31/03)
| Arrivi | Arrivi            | Arrivi    | Arrivi     |
| R.     | Nome              | da        | Modalità   |
| ------ | ----------------- | --------- | ---------- |
| P      | Benjamin Boujar   | Vindbjart | definitivo |
| D      | Simon Larsen      |           | svincolato |
| C      | Ibrahim Abubakar  |           | svincolato |
| C      | Sander Emanuelsen | Vigør     | definitivo |
| C      | Niels Vorthoren   |           | svincolato |
| C      | Thomas Zernichow  | Vindbjart | definitivo |

| Partenze | Partenze             | Partenze        | Partenze      |
| R.       | Nome                 | a               | Modalità      |
| -------- | -------------------- | --------------- | ------------- |
| D        | Alex DeJohn          |                 | svincolato    |
| D        | Robert Sandnes       |                 | svincolato    |
| C        | Dulee Johnson        |                 | svincolato    |
| C        | Chidiebere Nwakali   | Manchester City | fine prestito |
| A        | Jibril Bojang        | Mjøndalen       | definitivo    |
| A        | Espen Hoff           |                 | ritiro        |
| A        | Uduak Cyril Idemokon |                 | svincolato    |
| A        | Austin Ikenna        |                 | svincolato    |

### Tra le due sessioni
| Arrivi | Arrivi          | Arrivi | Arrivi     |
| R.     | Nome            | da     | Modalità   |
| ------ | --------------- | ------ | ---------- |
| C      | Nigel Reo-Coker |        | svincolato |
| A      | Dany N'Guessan  |        | svincolato |

| Partenze | Partenze        | Partenze | Partenze   |
| R.       | Nome            | a        | Modalità   |
| -------- | --------------- | -------- | ---------- |
| C        | Nigel Reo-Coker |          | svincolato |
| A        | Dany N'Guessan  |          | svincolato |

### Sessione estiva(dal 20/07 al 16/08)
| Arrivi | Arrivi                     | Arrivi           | Arrivi     |
| R.     | Nome                       | da               | Modalità   |
| ------ | -------------------------- | ---------------- | ---------- |
| D      | Damion Lowe                | T.B. Rowdies     | definitivo |
| C      | Adnan Hadzic               | Ørn-Horten       | definitivo |
| A      | Kristján Flóki Finnbogason | FH Hafnarfjörður | definitivo |
| A      | Steffen Lie Skålevik       | Brann            | prestito   |

| Partenze | Partenze | Partenze | Partenze |
| R.       | Nome     | a        | Modalità |
| -------- | -------- | -------- | -------- |

### Dopo la sessione estiva
| Arrivi | Arrivi        | Arrivi | Arrivi     |
| R.     | Nome          | da     | Modalità   |
| ------ | ------------- | ------ | ---------- |
| C      | Conor O'Brien |        | svincolato |

| Partenze | Partenze | Partenze | Partenze |
| R.       | Nome     | a        | Modalità |
| -------- | -------- | -------- | -------- |

## Risultati

### 1. divisjon

#### Girone di andata
| Arbitro: | Hansen (Oslo) |

|                   |           |                              |
| Heikkilä 33’, 90’ | Marcatori | 36’ Falk Larsen 84’ Trebotić |

| Arbitro: | Moen (Oslo) |

|  |           |                             |
|  | Marcatori | 59’ Antwi 74’ (rig.) Larsen |

| Arbitro: | Jonsson Trædal (Oslo) |

|                                   |           |  |
| Vorthoren 31’, 45’, 78’ Antwi 73’ | Marcatori |  |

| Arbitro: | Borgersen (Oslo) |

|                  |           |                            |
| Dahl Abelsen 49’ | Marcatori | 25’ Aase 90’ (rig.) Larsen |

| Arbitro: | Amland (Bergen) |

|                                           |           |                             |
| Leikvoll Moberg 25’, 35’ Opdal 90’ (aut.) | Marcatori | 62’ Vorthoren 68’ N'Guessan |

| Arbitro: | Følstad Skarsem (Trondheim) |

|                               |           |              |
| Børufsen 45’, 70’ Segberg 56’ | Marcatori | 45’ Sandberg |

| Arbitro: | Hansen Grøtta |

|          |           |                                          |
| Hove 16’ | Marcatori | 21’, 58’ Børufsen 39’ Antwi 82’ Abubakar |

| Arbitro: | Hauge (Bergen) |

|                         |           |             |
| Vorthoren 30’ Antwi 90’ | Marcatori | 45’ Skartun |

| Arbitro: | Hansen (Oslo) |

|                 |           |  |
| Reginiussen 86’ | Marcatori |  |

| Arbitro: | Tennøy (Bergen) |

|                                  |           |                               |
| Larsen 13’ Aase 17’ Børufsen 62’ | Marcatori | 75’ MacConnacher 85’ Haugstad |

| Arbitro: | Jonsson Trædal (Oslo) |

|                    |           |              |
| Boye 5’ Hellum 90’ | Marcatori | 84’ Abubakar |

| Kristiansand 10 giugno 2017, ore 15:30 12ª giornata | Start     | 0 – 1 referto | Strømmen | Sparebanken Sør Arena (2.896 spett.) |
| \| \| \| \| \| \| Marcatori \| 16’ Solum \|         |           |               |          |                                      |
|                                                     |           |               |          |                                      |
|                                                     | Marcatori | 16’ Solum     |          |                                      |

| Levanger 18 giugno 2017, ore 18:00 13ª giornata | Levanger                | 0 – 0 referto | Start | Moan Kunstgress (1.030 spett.)\| Arbitro: \| Smehus Kringstad (Oslo) \| |
| Arbitro:                                        | Smehus Kringstad (Oslo) |               |       |                                                                         |

| Arbitro: | Moen (Oslo) |

|                                          |           |               |
| N'Guessan 29’ Stray 60’ (aut.) Antwi 89’ | Marcatori | 49’ Kiilerich |

| Arbitro: | Følstad Skarsem (Trondheim) |

|               |           |               |
| Svindland 34’ | Marcatori | 45’ Vorthoren |

#### Girone di ritorno
| Arbitro: | Smehus Kringstad |

|                          |           |               |
| Robstad 67’ Børufsen 76’ | Marcatori | 13’ Moldskred |

| Arbitro: | Hauge (Bergen) |

|             |           |          |
| Eriksen 76’ | Marcatori | 10’ Aase |

| Arbitro: | Hansen (Oslo) |

|                            |           |                |
| Abubakar 14’ Vorthoren 21’ | Marcatori | 77’ Pellegrino |

| Arbitro: | Amland (Bergen) |

|                       |           |  |
| Børufsen 15’ Aase 90’ | Marcatori |  |

| Arbitro: | Aslam |

|            |           |                          |
| Nesset 38’ | Marcatori | 9’ Lie Skålevik 30’ Aase |

| Arbitro: | Smehus Kringstad |

|                                  |           |                                  |
| Lie Skålevik 44’ Finnbogason 81’ | Marcatori | 11’ (aut.) Heikkilä 49’ Pedersen |

| Arbitro: | Saggi (Drammen) |

|              |           |                                 |
| Akintola 19’ | Marcatori | 9’, 64’ Lie Skålevik 90’ Hadzic |

| Arbitro: | Moen (Oslo) |

|                                  |           |                         |
| Lie Skålevik 10’ Finnbogason 84’ | Marcatori | 56’ Bjørnbak 80’ Opseth |

| Arbitro: | Tennøy (Bergen) |

|                        |           |            |
| Kapidžić 45’ Lekaj 51’ | Marcatori | 37’ Larsen |

| Arbitro: | Hauge (Bergen) |

|                  |           |           |
| Lie Skålevik 56’ | Marcatori | 62’ Stene |

| Arbitro: | Jonsson Trædal (Oslo) |

|           |           |                                 |
| Trøen 53’ | Marcatori | 29’ Finnbogason 64’ Christensen |

| Arbitro: | Tennøy (Bergen) |

|                                          |           |                         |
| Vorthoren 35’, 45’ Lie Skålevik 56’, 68’ | Marcatori | 18’ Rye 21’ Reginiussen |

| Arbitro: | Rafiq (Oslo) |

|  |           |                       |
|  | Marcatori | 20’, 24’ Lie Skålevik |

| Arbitro: | Aslam |

|  |           |             |
|  | Marcatori | 23’ Enkerud |

| Arbitro: | Haugen (Rælingen) |

|                                |           |                                   |
| Hagos 51’, 76’ Hammersland 90’ | Marcatori | 34’ (rig.) Larsen 84’ Finnbogason |

### Norgesmesterskapet
| 26 aprile 2017, ore 18:00 Primo turno                                                         | Randesund | 1 – 5 referto                                    | Start | Sukkevann Kunstgress (1.018 spett.) |
| \| \| \| \| \| Larsen 45’ \| Marcatori \| 22’, 24’ Vorthoren 70’, 88’ Aase 81’ Christensen \| |           |                                                  |       |                                     |
|                                                                                               |           |                                                  |       |                                     |
| Larsen 45’                                                                                    | Marcatori | 22’, 24’ Vorthoren 70’, 88’ Aase 81’ Christensen |       |                                     |

| Flekkerøy 24 maggio 2017, ore 18:00 Secondo turno                                                                   | Flekkerøy | 4 – 3 referto                              | Start | Flekkerøy Kunstgress Colorlinebanen (1.250 spett.) |
| \| \| \| \| \| Tveit 1’, 62’ Dahlum 51’ Skagestad 60’ \| Marcatori \| 36’, 84’ Antwi 84’ (aut.) Kvarme Naglestad \| |           |                                            |       |                                                    |
| |           |                                            |       |                                                    |
| Tveit 1’, 62’ Dahlum 51’ Skagestad 60’                                                                              | Marcatori | 36’, 84’ Antwi 84’ (aut.) Kvarme Naglestad |       |                                                    |

## Statistiche

### Statistiche di squadra
| Competizione       | Punti | In casa | In casa | In casa | In casa | In casa | In casa | In trasferta | In trasferta | In trasferta | In trasferta | In trasferta | In trasferta | Totale | Totale | Totale | Totale | Totale | Totale | DR  |
| Competizione       | Punti | G       | V       | N       | P       | Gf      | Gs      | G            | V            | N            | P            | Gf           | Gs           | G      | V      | N      | P      | Gf     | Gs     | DR  |
| ------------------ | ----- | ------- | ------- | ------- | ------- | ------- | ------- | ------------ | ------------ | ------------ | ------------ | ------------ | ------------ | ------ | ------ | ------ | ------ | ------ | ------ | --- |
| 1. divisjon        | 55    | 15      | 9       | 4       | 2       | 32      | 18      | 15           | 7            | 3            | 5            | 25           | 18           | 30     | 16     | 7      | 7      | 57     | 36     | +21 |
| Norgesmesterskapet | -     | 0       | 0       | 0       | 0       | 0       | 0       | 2            | 1            | 0            | 1            | 8            | 5            | 2      | 1      | 0      | 1      | 8      | 5      | +3  |
| Totale             | -     | 15      | 9       | 4       | 2       | 32      | 18      | 17           | 8            | 3            | 6            | 33           | 23           | 32     | 17     | 7      | 8      | 65     | 41     | +24 |

### Andamento in campionato
| Giornata  | 1 | 2 | 3 | 4 | 5 | 6 | 7 | 8 | 9 | 10 | 11 | 12 | 13 | 14 | 15 | 16 | 17 | 18 | 19 | 20 | 21 | 22 | 23 | 24 | 25 | 26 | 27 | 28 | 29 | 30 |
| --------- | - | - | - | - | - | - | - | - | - | -- | -- | -- | -- | -- | -- | -- | -- | -- | -- | -- | -- | -- | -- | -- | -- | -- | -- | -- | -- | -- |
| Luogo     | C | T | C | T | T | C | T | C | T | C  | T  | C  | T  | C  | T  | C  | T  | C  | C  | T  | C  | T  | C  | T  | C  | T  | C  | T  | C  | T  |
| Risultato | V | N | V | V | P | V | V | V | P | V  | P  | P  | N  | V  | N  | V  | N  | V  | V  | V  | N  | V  | N  | P  | N  | V  | V  | V  | P  | P  |
| Posizione | 8 | 3 | 3 | 2 | 5 | 3 | 2 | 1 | 3 | 2  | 3  | 3  | 4  | 3  | 3  | 2  | 3  | 3  | 2  | 2  | 2  | 2  | 2  | 2  | 2  | 2  | 2  | 2  | 2  | 2  |

Fonte:  OBOS-ligaen 2017, su altomfotball.no, Altomfotball.
Legenda:

Luogo: C = Casa; T = Trasferta. Risultato: V = Vittoria; N = Pareggio; P = Sconfitta.

### Statistiche dei giocatori
| Giocatore       | 1. divisjon | 1. divisjon | 1. divisjon | 1. divisjon | Norgesmesterskapet | Norgesmesterskapet | Norgesmesterskapet | Norgesmesterskapet | Coppe europee | Coppe europee | Coppe europee | Coppe europee | Altre coppe | Altre coppe | Altre coppe | Altre coppe | Totale   | Totale | Totale      | Totale     |
| Giocatore       | Presenze    | Reti        | Ammonizioni | Espulsioni  | Presenze           | Reti               | Ammonizioni        | Espulsioni         | Presenze      | Reti          | Ammonizioni   | Espulsioni    | Presenze    | Reti        | Ammonizioni | Espulsioni  | Presenze | Reti   | Ammonizioni | Espulsioni |
| --------------- | ----------- | ----------- | ----------- | ----------- | ------------------ | ------------------ | ------------------ | ------------------ | ------------- | ------------- | ------------- | ------------- | ----------- | ----------- | ----------- | ----------- | -------- | ------ | ----------- | ---------- |
| D. Aase         | 28          | 4           | 3           | 0           | 1                  | 2                  | 0                  | 0                  |               |               |               |               |             |             |             |             | 29       | 6      | 3           | 0          |
| I. Abubakar     | 15          | 4           | 1           | 0           | 0                  | 0                  | 0                  | 0                  |               |               |               |               |             |             |             |             | 15       | 4      | 1           | 0          |
| D. Antwi        | 18          | 5           | 1           | 0           | 1                  | 2                  | 1                  | 0                  |               |               |               |               |             |             |             |             | 19       | 7      | 2           | 0          |
| P. Aukland      | 0           | 0           | 0           | 0           | 0                  | 0                  | 0                  | 0                  |               |               |               |               |             |             |             |             | 0        | 0      | 0           | 0          |
| E. Børufsen     | 29          | 7           | 4           | 0           | 1                  | 0                  | 0                  | 0                  |               |               |               |               |             |             |             |             | 30       | 7      | 4           | 0          |
| B. Boujar       | 3           | -4          | 0           | 0           | 2                  | -5                 | 0                  | 0                  |               |               |               |               |             |             |             |             | 5        | -9     | 0           | 0          |
| H. Byklum       | 0           | 0           | 0           | 0           | 0                  | 0                  | 0                  | 0                  |               |               |               |               |             |             |             |             | 0        | 0      | 0           | 0          |
| T. Christensen  | 23          | 1           | 2           | 0           | 2                  | 1                  | 0                  | 0                  |               |               |               |               |             |             |             |             | 25       | 2      | 2           | 0          |
| S. Emanuelsen   | 0           | 0           | 0           | 0           | 0                  | 0                  | 0                  | 0                  |               |               |               |               |             |             |             |             | 0        | 0      | 0           | 0          |
| K. Finnbogason  | 10          | 4           | 2           | 0           | -                  | -                  | -                  | -                  |               |               |               |               |             |             |             |             | 10       | 4      | 2           | 0          |
| A. Hadzic       | 8           | 1           | 1           | 0           | -                  | -                  | -                  | -                  |               |               |               |               |             |             |             |             | 8        | 1      | 1           | 0          |
| T. Heikkilä     | 25          | 2           | 3           | 0           | 2                  | 0                  | 0                  | 0                  |               |               |               |               |             |             |             |             | 27       | 2      | 3           | 0          |
| A. Hollingen    | 0           | 0           | 0           | 0           | 0                  | 0                  | 0                  | 0                  |               |               |               |               |             |             |             |             | 0        | 0      | 0           | 0          |
| G. Kristjánsson | 20          | 0           | 4           | 0           | 1                  | 0                  | 1                  | 0                  |               |               |               |               |             |             |             |             | 21       | 0      | 5           | 0          |
| S. Larsen       | 29          | 5           | 3           | 0           | 0                  | 0                  | 0                  | 0                  |               |               |               |               |             |             |             |             | 29       | 5      | 3           | 0          |
| S. Lie Skålevik | 11          | 10          | 2           | 0           | -                  | -                  | -                  | -                  |               |               |               |               |             |             |             |             | 11       | 10     | 2           | 0          |
| D. Lowe         | 5           | 0           | 0           | 1           | -                  | -                  | -                  | -                  |               |               |               |               |             |             |             |             | 5        | 0      | 0           | 1          |
| D. N'Guessan    | 4           | 2           | 0           | 0           | 0                  | 0                  | 0                  | 0                  |               |               |               |               |             |             |             |             | 4        | 2      | 0           | 0          |
| C. O'Brien      | 9           | 0           | 1           | 0           | -                  | -                  | -                  | -                  |               |               |               |               |             |             |             |             | 9        | 0      | 1           | 0          |
| H. Opdal        | 28          | -32         | 0           | 0           | 0                  | -0                 | 0                  | 0                  |               |               |               |               |             |             |             |             | 28       | -32    | 0           | 0          |
| S. Osestad      | 0           | 0           | 0           | 0           | 0                  | 0                  | 0                  | 0                  |               |               |               |               |             |             |             |             | 0        | 0      | 0           | 0          |
| N. Reo-Coker    | 2           | 0           | 0           | 0           | 1                  | 0                  | 0                  | 0                  |               |               |               |               |             |             |             |             | 3        | 0      | 0           | 0          |
| H. Robstad      | 23          | 1           | 3           | 0           | 2                  | 0                  | 0                  | 0                  |               |               |               |               |             |             |             |             | 25       | 1      | 3           | 0          |
| L. Salvesen     | 1           | 0           | 0           | 0           | 0                  | 0                  | 0                  | 0                  |               |               |               |               |             |             |             |             | 1        | 0      | 0           | 0          |
| E. Segberg      | 23          | 1           | 4           | 0           | 2                  | 0                  | 2                  | 0                  |               |               |               |               |             |             |             |             | 25       | 1      | 6           | 0          |
| L. Sigurdsen    | 4           | 0           | 1           | 0           | 0                  | 0                  | 0                  | 0                  |               |               |               |               |             |             |             |             | 4        | 0      | 1           | 0          |
| J. Skogmo       | 14          | 0           | 0           | 0           | 2                  | 0                  | 0                  | 1                  |               |               |               |               |             |             |             |             | 16       | 0      | 0           | 1          |
| H. Suggelia     | 0           | 0           | 0           | 0           | 0                  | 0                  | 0                  | 0                  |               |               |               |               |             |             |             |             | 0        | 0      | 0           | 0          |
| M. Ugland       | 0           | 0           | 0           | 0           | 1                  | 0                  | 0                  | 0                  |               |               |               |               |             |             |             |             | 1        | 0      | 0           | 0          |
| R. Vikstøl      | 19          | 0           | 2           | 0           | 1                  | 0                  | 0                  | 0                  |               |               |               |               |             |             |             |             | 20       | 0      | 2           | 0          |
| N. Vorthoren    | 27          | 9           | 2           | 0           | 2                  | 2                  | 0                  | 0                  |               |               |               |               |             |             |             |             | 29       | 11     | 2           | 0          |
| E. Wichne       | 27          | 0           | 1           | 0           | 0                  | 0                  | 0                  | 0                  |               |               |               |               |             |             |             |             | 27       | 0      | 1           | 0          |
| T. Zernichow    | 9           | 0           | 0           | 0           | 2                  | 0                  | 0                  | 0                  |               |               |               |               |             |             |             |             | 11       | 0      | 0           | 0          |